# Vera Hohlfeld
Vera Hohlfeld, née le 24 février 1972 à  Erfurt, est une ancienne coureuse cycliste allemande. Depuis 2010, elle est l'organisatrice du Tour de Thuringe.

## Biographie
Elle commence le cyclisme en 1986 dans sa ville natale. Elle parvient ainsi à intégrer l'école de sport de la ville en octobre 1988. Avec la chute du mur, elle doit commencer à travailler en parallèle de sa carrière sportive. Elle court régulièrement avec la sélection nationale. En 1992, elle participe à ses premiers championnats du monde sur piste à Valence. À partir de 1993, elle fait toujours partie de la sélection allemande pour les championnats du monde sur route. Elle s'engage ensuite dans l'armée allemande.
Elle est vice-championne d'Allemagne sur route en 1995, 1996 et 1997. L'année 1996 est celle où elle réalise ses meilleurs résultats sportifs. Toutefois, elle perd sa mère en mai. Elle représente ensuite seule l'Allemagne aux Jeux olympiques d'été d'Atlanta. Elle termine quatrième de la course en ligne.
Elle quitte l'armée en 1998 et devient professionnelle au sein de l'équipe Acca Due O - Lorena. En 2000, elle se brise la mâchoire en trois sur chute. En 2002, elle rejoint l'équipe  Nürnberger Versicherung en quête d'une nouvelle motivation. Elle vit cependant cette année comme un échec. Elle se sépare également de son mari de l'époque. L'année suivante, elle retourne chez Acca Due O, mais ne trouve pas l'envie nécessaire pour faire correctement le métier. 
En 2005, elle devient directrice de course du Tour de Thuringe. L'édition est marquée par le décès accidentel de l'Australienne Amy Gillett. Vera Hohlfeld devient en 2010 directrice de l'épreuve.

## Palmarès

### Palmarès sur route
- 1993
  - 10e du Championnat du monde sur route
- 1994
  - 1re étape du Gracia Orlova
  - 5e étape du Gracia Orlova
  - 6e étape du Tour d'Italie
- 1995
  - 2e du Championnat d'Allemagne sur route
- 1996
  - 2e du Championnat d'Allemagne sur route
  - 2e du Tour de Thuringe
  - 3e du Tour du Trentin
  - 3e du Championnat d'Allemagne du contre-la-montre
  - 4e de la Course en ligne des Jeux olympiques
- 1997
  - 2e du Championnat d'Allemagne sur route
  - 2e du Tour de Nuremberg
- 2001
  - Tour de Berne
  - 3e du  Critérium International Féminin De Lachine

### Classements mondiaux
| Année          | 1997 | 1998 | 1999 | 2000 | 2001 | 2002 |
| Classement UCI | 37e  | 64e  | 35e  | 39e  | 47e  | 109e |

### Palmarès sur piste

#### Championnats d'Allemagne
- 1992
  - 3e de la poursuite
- 1993
  - 3e de la course aux points
- 1996
  - 3e de la course aux points